# فهرست دانشگاه‌های یوتا
- مانت لیبرتی کالج[۱][۲][۳]

## مراکز آموزشی دولتی

### مراکز آموزشی چهارساله
- دانشگاه ایالتی یوتا
- دانشگاه یوتا
- دانشگاه جنوبی یوتا
- دانشگاه ایالتی وبر

## مراکز آموزشی خصوصی

### مراکز آموزشی چهارساله
- دانشگاه بریگهم یانگ

1. ↑  «نسخه آرشیو شده». بایگانی‌شده از اصلی در ۶ اوت ۲۰۲۱. دریافت‌شده در ۱۱ مه ۲۰۲۳.
2. ↑  «College Navigator - Search Results». nces.ed.gov. دریافت‌شده در ۲۰۲۳-۰۵-۱۱.
3. ↑  «What is a classical liberal arts education? - Mount Liberty College» (به انگلیسی). ۲۰۱۹-۰۳-۲۲. دریافت‌شده در ۲۰۲۳-۰۵-۱۱.